# Emili Orfila Gomila
Emili Orfila Gomila va néixer a Sant Lluís (Menorca) dia 15 d'abril de 1897 en el si d'una família humil, era fill de Josep Orfila Olives (jornaler) i Catalina Gomila Gomila. Estudià magisteri i exercí la professió docent durant uns anys, però destacà sobretot en la vessant empresarial com a creador a Menorca de la indústria Constructo (miniatures navals).

## De Menorca a Igualada
Un cop finalitzada la carrera de magisteri a Barcelona, a instàncies de l'il·lustre pedagog Alexandre Galí i Coll, Orfila va exercir de mestre i director a l'escola de l'Ateneu Igualadí de la Classe Obrera, entitat fundada l'any 1863. Malgrat aquesta implicació en l'entitat obrerista, Orfila es casà l'any 1921 amb Josefa Sàbat Salinas, d'una família de la burgesia local, propietària de la fàbrica tèxtil Industrias Salinas Sàbat, que Orfila contribuiria a expandir.
Va ser batlle d'Igualada entre abril de 1924 i juny de 1928. Durant la dictadura de Primo de Rivera fou elegit diputat en representació dels Ajuntaments de la província de Barcelona a l'anomenada Assemblea Nacional Consultiva, entre 10 d'octubre de 1927 i 15 de febrer de 1930. El fracàs d'aquesta Assemblea sense poder legislatiu va accelerà l'adveniment de la II República Espanyola.
Durant la Guerra Civil s'exilià a Anglaterra. Primer hi envià les filles, Maria Teresa i Anna Maria, i posteriorment s'hi van reunir els seus progenitors, després que Emili, que estava empresonat, el deixés evadir-se un vigilant que n'havia estat alumne a l'escola d'Igualada.

## L'industrial
L'any 1928, muntà una filial d'Indústries Salinas Sàbat, fàbrica tèxtil propietat de la seva família política, a la població des Castell (Menorca).
A la primeria dels anys quaranta provà d'explotar el canyet (Phragmites australis), gramínia aquàtica que creix als aiguamolls de l'Albufera del Grau (Maó). Els pagesos del lloc de S'Albufera se servien del gussi al rem per anar a segar i traginar el canyet fins a omplir-ne mitja vela al sud de s'Embut. Intentava fabricar paper –tan escàs a la primera postguerra–, però la iniciativa no arribà a bon port.
La major creació empresarial d'Emili Orfila, aquesta sí reeixida, va ser la fàbrica Constructo (miniatures navals), que instal·là a Sant Lluís (Menorca) i en va ser la principal indústria d'aquesta població durant prop de mig segle.

## Orfila i la cala d'Alcalfar
A la primera postguerra, adquirí uns terrenys a tocar de la cala d'Alcalfar (Sant Lluís) en els quals construiria la seva residència estival o “de repòs” Quatre Vents, aixecada sobre projecte de l'arquitecte i amic personal Josep Maria Claret i Rubira, en un procés que sobrepassà la seva trajectòria vital.
Quatre Vents albergà altres habitatges, com la casa del jardiner i la dels pagesos, que sembraven blat, ordi, verdura, estivada i tenien vaques, vedells, gallines i porcs que proveïen d'alguns queviures a la incipient colònia de la cala, com llet, ous i fruita.
Orfila era un apassionat de la mar i Alcalfar, la nineta dels seus ulls. Navegava a bord del veler amb cabina Banzai i a la cala es reservava el moll de sa Banyera per prendre banys de mar. Altrament, Orfila donava suport a les festes d'Alcalfar, a les vetlades organitzades al Xuroy i regalà el terreny per a la construcció de la capella dedicada a sant Esteve, la primera de la costa menorquina, i planificada igualment per Josep Claret. S'inaugurà i beneí dia 3 d'agost de 1947.

## Vessant esportiva[calcitació]
Orfila va ser directiu del Futbol Club Barcelona. Durant les estades a Menorca, quan encara no hi havia vols regulars, les jornades que el Barça disputava partit a casa, viatjava el dissabte de l'illa a Barcelona amb el vapor correu i en tornava el dimarts.
Emili Orfila i Josepa Sàbat van tenir dues filles: Maria Teresa i Anna Maria. La menor es casà amb el futbolista Estanislau Basora. Basora facilità l'organització d'encontres memorables a Menorca sense deixar, però, de gaudir del descans i la pesca a Quatre Vents i Alcalfar.
Emili Orfila Gomila va morir a Quatre vents el 23 d'agost de 1954. Les seves restes reposen en el panteó familiar del cementeri de Sant Lluís obra de l'arquitecte Claret, segons plànols signats a Girona l'any 1957.
A la darreria de l'any 1989 la major part del complex Quatre Vents es va vendre a l'escultor basc Eduardo Chillida Juantegui, que hi fixà la seva residència estiuenca.